# De gulle minnaar
De gulle minnaar is een Nederlandse film uit 1990 van Mady Saks met in de hoofdrollen Peter Faber en Mariska van Kolck. Het scenario van de film is gebaseerd op de romans De dag dat de mayonaise mislukte (1983) en De feminist (1984) van Marjan Berk.
Critici maakten de film met de grond gelijk en ook commercieel was het geen succes, voor Saks reden om zich na drie speelfilms weer te richten op documentaires. Er kwamen slechts 30.048 bezoekers, goed voor plaats 79 in de bioscoop top 100 over 1990. Schrijfster Marjan Berk weigerde de film naderhand te zien. Ze vond dat de twee romans waarop de film is gebaseerd niet verenigbaar waren in één scenario, omdat ze niets met elkaar te maken hadden.

## Verhaal
Grafisch tekenaar Peter Heg is door zijn vrouw in de steek gelaten. Hij moet nu alleen zorg dragen voor de opvoeding van zijn tienjarig zoontje Tommie. Een van de taken van Peter is het naar school brengen van Tommie, hierbij stuit hij elke morgen op een verzameling hitsige moeders. Allemaal willen ze wel een keer met Peter naar bed en hij houdt er een stoet minnaressen op na. Dan botst Peter met zijn fiets tegen een auto. Als Peter naar het kleine autootje toeloopt ziet hij dat er een vrouw achter het stuur zit. Ze heeft het duidelijk moeilijk en het huilen staat haar nader dan het lachen. Ze blijkt Mascha te heten en hevig te lijden aan onverwerkt liefdesverdriet. Peter krijgt medelijden, propt zijn fiets in de auto van Mascha en gaat achter het stuur zitten. Tijdens de tocht naar huis blijken de twee als een blok voor elkaar te vallen. Niet lang daarna trekt Mascha bij Peter in. Hoewel Mascha een kookprogramma presenteert heeft ze geen verstand van koken, dit in tegenstelling tot Peter die juist veel lol heeft in zijn culinaire kunsten.
De liefde tussen de presentatrice en de tekenaar bloeit hevig, maar er zijn kapers op de kust. De voormalige minnaressen van Peter zijn woedend dat ze zijn afgedankt en zinnen op wraak. Een van hen, Hedda, zet samen met haar ex-man, een fotograaf van een roddelblad, een val op. Als twee andere ex-vriendinnen van Peter hem in een gênante situatie brengen, maakt de fotograaf een volledige fotorapportage. In het roddelblad wordt alles breed uitgemeten, al is alles van a tot z gelogen. Mascha leest het blad en is in alle staten. Ze verlaat Peter en stort zich in de armen van een ondernemer die een erotische film met haar wil maken. Of het allemaal nog niet genoeg is moet Mascha het op het Grand Gala Culinair opnemen tegen een kookspecialiste. Maar Peter is haar niet vergeten en hij redt zijn vriendin uit alle netelige situaties.

## Rolverdeling
| Acteur            | Personage     |
| ----------------- | ------------- |
| Peter Faber       | Peter Heg     |
| Mariska van Kolck | Mascha Silman |
| Ian Smith         | Tommie        |
| Ella van Drumpt   | Kiki          |
| Lieneke le Roux   | Oekje         |
| Sylvia Millecam   | Hedda         |
| Rik Launspach     | Lucas         |

## Scenario
Het scenario van De gulle minnaar is gebaseerd op twee romans van Marjan Berk, De dag dat de mayonaise mislukte (1983) en De feminist (1984). Berk was niet blij met het scenario en de daaruit voortvloeiende film. Al tijdens het lezen van het scenario had ze gevoel dat iemand haar 'geestelijke kinderen' had "ontvoerd en misbruikt". In haar opinie zijn de twee romans niet verenigbaar tot één verhaal, omdat de verhalen niets met elkaar te maken hebben.
Zo gaat De feminist over Mante Heg, een cartoonist en getrouwd met Andrée, een regisseur en producente bij de televisie. Omdat Mante thuis werkt en Andrée buiten de deur, is eerstgenoemde nu volleerd huisman. Bij toeval komt Andrée erachter dat haar huisman zijn tijd grotendeels doorbrengt in de bedden van een stoet van minnaressen. Ze wil wraak en begint aan een erotische inhaalslag, waarbij ze zich tot lesbienne ontpopt.
De dag dat de mayonaise mislukte gaat over Maartje Sillevis, een culinair journaliste die redelijk succesvol is. Als echter tijdens een live-uitzending van een kookshow haar mayonaise mislukt, raakt ze haar zekerheden kwijt. Als haar zoon haar huis wil gebruiken voor illegale gokpraktijken, gaat ze zonder nadenken akkoord. Aanvankelijk vindt ze de kennismaking met de onderwereld wel prettig, maar ook hier begint alles fout te gaan.
In de film zijn elementen uit de boeken overgenomen. De achternaam 'Heg' bijvoorbeeld, alleen is Peter technisch tekenaar in plaats van cartoonist. De stoet minnaressen is gehandhaafd, maar Heg in de film is geen ervaren huisman. Andrée uit het boek is vervangen door Macha, die nu geen producente is maar een presentatrice van een culinair programma (zoals Maartje in het boek).

## Sluikreclame
De film kreeg naderhand ook bekendheid vanwege de talloze product placements met nadrukkelijk in beeld gebrachte reclames van sponsors, als onder andere Coca Cola en Nike. Zo fietst bijvoorbeeld Ian Smith, die het personage Tommie speelt, met een blikje fris in zijn hand. Als hij klaar is moet hij het blikje in een afvalbak gooien. Langzaam komt dan de afvalbak in beeld en wordt er traag ingezoomd. Vervolgens blijft de camera welgeteld vijf volle seconden op het lege blikje rusten.

## Ontvangst
Niemand leek blij met de film. Marjan Berk (zie ook 'scenario') vond dat haar boeken verkeerd in beeld waren gebracht. Producent Rob Houwer vond regisseur Mady Saks een aanfluiting en ook actrice Mariska van Kolck was weinig tevreden met de film. In een vraaggesprek met het blad TeleVizier (nummer 15 van 2001) noemde ze De gulle minnaar een dieptepunt. Iemand anders sprak haar rol in bij de nasynchronisatie en pas bij de première hoorde ze het resultaat. Ze was zo teleurgesteld dat ze gelijk na de première verdween.
De kranten ten slotte waren hard in hun oordeel. Het Parool: 'één aaneenschakeling van grove lol, ongekende platheden en klootloze humor'. Het Algemeen Dagblad: 'Niemand is gebaat bij deze achterhaalde rommel'. Het NRC: 'Die film deugt niet' en Trouw: 'Een vunzig filmpje'. Tot overmaat van ramp kwam de film uit tijdens het weekend van de finale van het WK voetbal. Het publiek bleef weg, niet alleen in het openingsweekend, maar ook in de weken daarna.